# John Wilkinson (Erfinder)

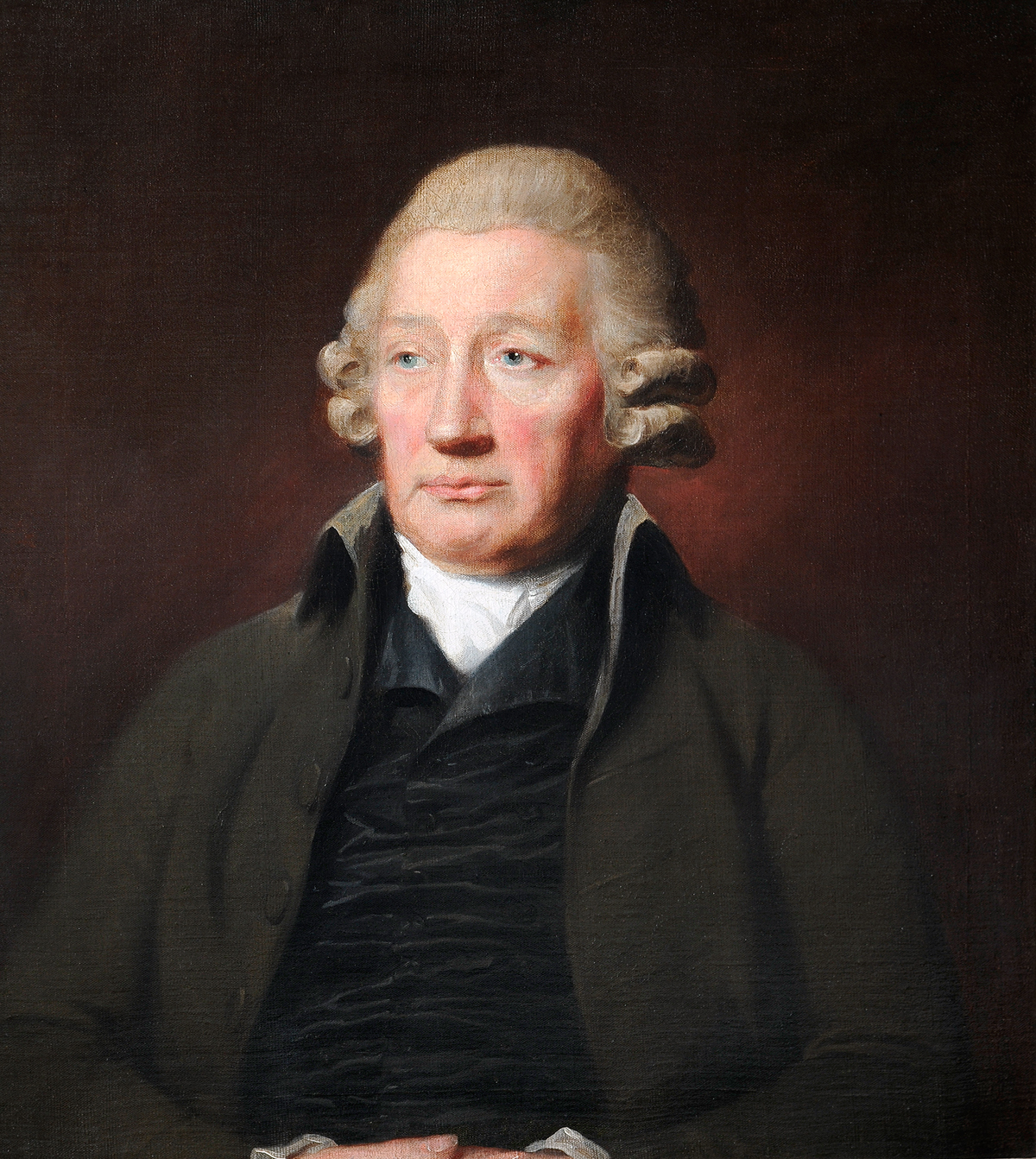
Porträt von John Wilkinson

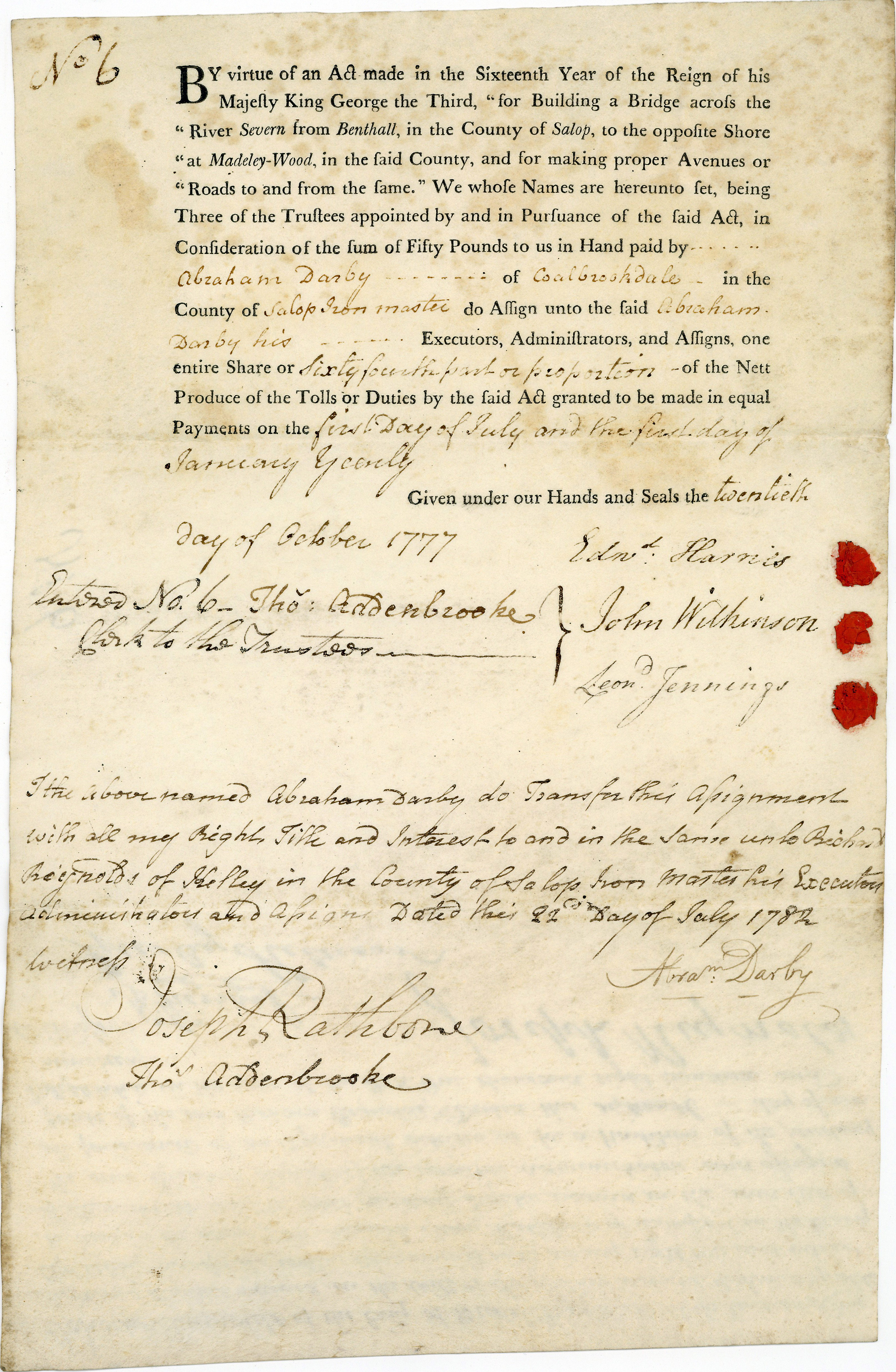
Gründeraktie der Company for Building a Bridge across the River Severn (Ironbridge) über 1/64 Anteil (50 Pfund), ausgestellt am 20. Oktober 1777. Die auf Tierhaut gedruckte Aktie wurde u. a. von dem Unternehmensgründer Abraham Darby III und von John Wilkinson original unterschrieben.

John Wilkinson (Iron Mad Wilkinson) (* 1728; † 1808) war ein britischer Erfinder. Bekannt ist er vor allem für die Erfindung einer Präzisionsbohrmaschine zum Ausbohren von Kanonenrohren. Ohne seine Erfindung wäre die Umsetzung der Watt’schen Dampfmaschine nicht möglich gewesen.

## Leben
Er stammte aus einer Familie von Eisenhüttenleuten, die sich in Backbarrow in Lancashire niederließ. 1747 baute er dort seinen ersten Hochofen. In den folgenden Jahren erwarb er einige Hochofen- und Eisenwerke. 1774 meldete er sein erstes Patent auf ein neues Verfahren zum Gießen und Ausbohren eiserner Kanonen an, das bald auf das Bohren von Maschinenzylindern übertragen wurde.
Dieses neuartige Verfahren war entscheidend für die Entwicklung der Dampfmaschine von James Watt. Watts effizienter Dampfzylinder erforderte eine bis dahin unerreichte Präzision, die mit herkömmlichen Methoden nicht erreichbar war. Wilkinson war der Einzige, der in der Lage war, die notwendigen Zylinder mit der erforderlichen Genauigkeit auszuführen. Ohne Wilkinsons Bohrtechnologie hätte Watt seine hocheffiziente Dampfmaschine kaum realisieren können. Die erste funktionstüchtige Watt'sche Dampfmaschine wurde daher 1776 in Wilkinsons Eisenhütte installiert – ein Meilenstein der industriellen Revolution.
Zum Ende des 18. Jahrhunderts war er der angesehenste Fachmann auf dem Gebiet des Eisenhüttenwesens und einer der Befürworter des Bauvorhabens The Iron Bridge. Er belustigte England, als er vorschlug, ein Schiff aus Eisen zu bauen – bis dahin kannte der Schiffsbau lediglich Holz als Baumaterial. Tatsächlich setzte er – sich auf die von Archimedes aufgestellten Prinzipien verlassend – das erste in der Geschichte bekannte eiserne Wasserfahrzeug zusammen (1787).